# 伊藤研太
伊藤 研太（いとう けんた、1999年5月12日 - ）は、愛知県豊田市出身の元サッカー選手。ポジションはディフェンダー。左サイドバック。

## 来歴
愛知県出身で名古屋グランパスU-12からグランパス三好を得て清水ユースに入団し、攻撃的なサイドバックとして2年生から試合に出場。2017年に2種登録されると、9月にはトップチームに昇格することが発表された。
2018年よりトップチームに昇格。3月7日、ルヴァンカップ第1節のジュビロ磐田戦でプロ入り初先発を果たした。しかしその後は出場機会を得られず、2020年12月に契約満了が発表された。3シーズン合計での出場試合はルヴァンカップのわずか3試合にとどまった
2021年、沖縄SVへ加入した。2021年シーズン終了後に契約満了により退団した。
2022年、BTOPサンクくりやま（現BTOP北海道）へ加入。2024年シーズン終了後に現役引退。

## 所属クラブ
ユース経歴
- 名古屋グランパスU-12
- 名古屋グランパス三好FC
- 清水エスパルスユース
  - 2017年 清水エスパルス (2種登録選手)

プロ経歴
- 2018年 - 2020年 清水エスパルス
- 2021年 沖縄SV
- 2022年-2024年 BTOPサンクくりやま/BTOP北海道

## 個人成績
| 国内大会個人成績 | 国内大会個人成績 | 国内大会個人成績 | 国内大会個人成績 | 国内大会個人成績 | 国内大会個人成績 | 国内大会個人成績 | 国内大会個人成績 | 国内大会個人成績 | 国内大会個人成績 | 国内大会個人成績 | 国内大会個人成績 |
| 年度             | クラブ           | 背番号           | リーグ           | リーグ戦         | リーグ戦         | リーグ杯         | リーグ杯         | オープン杯       | オープン杯       | 期間通算         | 期間通算         |
| 年度             | クラブ           | 背番号           | リーグ           | 出場             | 得点             | 出場             | 得点             | 出場             | 得点             | 出場             | 得点             |
| 日本             | 日本             | 日本             | 日本             | リーグ戦         | リーグ戦         | リーグ杯         | リーグ杯         | 天皇杯           | 天皇杯           | 期間通算         | 期間通算         |
| ---------------- | ---------------- | ---------------- | ---------------- | ---------------- | ---------------- | ---------------- | ---------------- | ---------------- | ---------------- | ---------------- | ---------------- |
| 2018             | 清水             | 35               | J1               | 0                | 0                | 3                | 0                | 0                | 0                | 3                | 0                |
| 2019             | 清水             | 35               | J1               | 0                | 0                | 0                | 0                | 0                | 0                | 0                | 0                |
| 2020             | 清水             | 35               | J1               | 0                | 0                | 0                | 0                | -                | -                | 0                | 0                |
| 2021             | 沖縄SV           | 3                | 九州             | 2                | 0                | -                | -                | 0                | 0                | 2                | 0                |
| 2022             | くりやま         | 11               | 北海道           |                  |                  | -                | -                |                  |                  |                  |                  |
| 通算             | 日本             | 日本             | J1               | 0                | 0                | 3                | 0                | 0                | 0                | 3                | 0                |
| 通算             | 日本             | 日本             | 九州             | 2                | 0                | -                | -                | 0                | 0                | 2                | 0                |
| 総通算           | 総通算           | 総通算           | 総通算           | 2                | 0                | 3                | 0                | 0                | 0                | 5                | 0                |

- 2017年は2種登録

## 代表歴
- 静岡県ユース
  - SBSカップ 国際ユースサッカー（2017年）
- U-18日本代表
  - 第23回U18リスボン国際トーナメント(2017年）